# Eclampsia
La eclampsia es la aparición de convulsiones o coma durante el embarazo después de la vigésima semana de gestación, el parto o en las primeras horas del puerperio sin tener relación con afecciones neurológicas.
Es el estado más grave de la enfermedad hipertensiva del embarazo (véase preeclampsia). Eclampsia significa relámpago. Antiguamente se quería indicar con ello la aparición brusca de una tempestad en un cielo tranquilo. Hoy sabemos que las convulsiones se presentan generalmente en una gestante que ha pasado por las etapas anteriores de la enfermedad.[cita requerida]

## Descripción
La eclampsia es la forma más grave de toxemia en el embarazo, y se caracteriza por convulsiones, hipertensión, proteinuria y edema general.
La eclampsia es un padecimiento ocasionado por el embarazo y se encuentra entre las causas principales de muerte materna y contribuye de manera importante a la mortalidad perinatal.

## Factores de riesgo para la preeclampsia y la eclampsia
Estos son:
- Primigestas o multíparas de edad avanzada
- Edad: <18 o >35 años
- Peso: <50 kg u obesidad
- Existencia de enfermedades crónicas: diabetes mellitus, hipertensión, enfermedad renal, enfermedad ocular, enfermedad vascular del colágeno (lupus eritematoso sistémico)
- Mola hidatidiforme
- Complicaciones del embarazo: embarazo múltiple, feto grande, hidropesía fetal, polihidramnios
- Preeclampsia en un embarazo anterior

## Signos y síntomas
Los síntomas de convulsión inminente suelen incluir:
- Ansiedad
- Dolor epigástrico
- Cefalea (dolor de cabeza)
- Visión borrosa.

Se vigilará la aparición de hipertensión arterial extrema, la hiperactividad de los reflejos tendinosos profundos y el clono. Las convulsiones pueden evitarse mediante reposo en cama, en una habitación tranquila y oscura. Debe vigilarse con atención el estado general de la madre, presión arterial, diuresis y la frecuencia cardíaca del feto.
Para poder diagnosticar la eclampsia se utilizan los siguientes criterios:[cita requerida]
- Aumento de la presión sistólica de 30 mmHg
- Elevación de la presión diastólica de 15 mmHg
- Presencia de proteinuria, edema o ambos.

Los síntomas de eclampsia comprenden:
- Aumento de peso de más de 1 kilo por semana
- Dolores de cabeza
- Náuseas y vómitos
- Dolor de estómago
- Hinchazón de las manos y la cara
- Problemas de visión

## Diagnóstico diferencial
El diagnóstico diferencial debe realizarse con:[cita requerida]
- Epilepsia.
- Traumatismo cerebral.
- Hemorragia subaracnoidea.
- Aneurisma cerebral roto.
- Coma barbitúrico o hipoglicémico.

## Consecuencias
La eclampsia es un factor de riesgo para la aparición de epilepsia en la vida adulta de los hijos de madres con ese trastorno.

## Prevención
Los controles prenatales son la mejor forma de prevenir la preeclampsia porque permiten detectar y tratar la preeclampsia antes de que se desarrolle en el organismo de la embarazada. Cuando las mujeres embarazadas controlan su gestación con pruebas y cuidados prenatales regulares, la preeclampsia se puede detectar precozmente y la mayoría de los problemas pueden prevenirse. Pero si la enfermedad se encuentra en un estado avanzado y el bebé es muy prematuro, se recomienda reposo en cama y un control exhaustivo de la presión arterial, la orina y el peso.
El parto se puede inducir en casos graves de preclampsia, si el embarazo está entre las semanas 32 y 34. En embarazos de menos de 24 semanas, se recomienda inducir el parto, pero la probabilidad de supervivencia del feto es muy pequeña. Durante este periodo de tiempo, es necesario tratar a la madre con inyecciones de esteroides, que ayudan a acelerar la maduración de algunos órganos como los pulmones, al mismo tiempo que se ejerce un control permanente sobre la madre y el bebé para observar posibles complicaciones.[cita requerida]
Se puede usar sulfato de magnesio para prevenir la aparición de las convulsiones (eclampsia).